# Taeniasis
Taeniasis oder Taeniose ist eine parasitäre Infektion, die durch Bandwürmer der Gattung Taenia, beim Menschen insbesondere durch den Schweine- und den Rinderbandwurm, hervorgerufen wird. Weltweit liegt die Zahl der Infizierten beim Menschen im zweistelligen Millionenbereich.
Die Inkubationszeit beträgt bis zu zehn Wochen. Die Infektion verläuft häufig asymptomatisch.
Zur Therapie kommen Niclosamid oder Praziquantel in Frage.
Zur Prophylaxe sollte Fleisch vor dem Verzehr erhitzt werden. In den Industrieländern ist die Erkrankung durch die Untersuchung geschlachteter Rinder und Schweine auf Finnen (Fleischbeschau) ohne Bedeutung.